# Lajčo Budanović
Ljudevit Lajčo Budanović (ur. 27 marca 1873 w Bajmoku, zm. 16 marca 1958 w Suboticy) – chorwacki duchowny rzymskokatolicki, administrator apostolski Jugosłowiańskiej Baczki.

## Biografia
24 czerwca 1897 w Kalocsy otrzymał święcenia prezbiteriatu i został kapłanem archidiecezji kalocskiej. Jako kapłan często i otwarcie bronił praw Chorwatów oraz Buniewców oraz działał na rzecz rozwijania chorwackiej świadomości narodowej, za co był atakowany przez prasę węgierską. 
10 lutego 1923 papież Pius XI na terenach archidiecezji kalocskiej, które po wojnie znalazły się w granicach Królestwa Serbów, Chorwatów i Słoweńców, utworzył administraturę apostolską Jugosłowiańskiej Baczki, a jej administratorem apostolskim mianował ks. Budanovica.
28 lutego 1927 papież mianował ks. Budanovica biskupem tytularnym cisamuskim. 1 maja 1927 przyjął sakrę biskupią z rąk nuncjusza apostolskiego w Królestwie Serbów, Chorwatów i Słoweńców abpa Ermenegildo Pellegrinettiego. Współkonsekratorami byli arcybiskup zagrzebski Anton Bauer oraz biskup Đakovo-Syrmii Anton Akšamović.
Wydał książkę Subotička matica, która miała duże znaczenie dla kultury baczkijskich Chorwatów. Wspierał rozwój prasy katolickiej i organizował kongresy eucharystyczne.

## Dzieła
- Subotička matica
- Razgovore
- Mala Slava Božja u molitvama i pismama
- Velika Slava Božja